# Vince Staples
Vincent Jamal "Vince" Staples (nacido el 2 de julio de 1993) es un rapero y actor estadounidense de Long Beach, California. Él es parte del trío de hip hop Cutthroat Boyz junto a sus colegas raperos californianos A$ton Matthews y Joey Fatts. Staples fue una vez un socio cercano de Odd Future, en particular de Mike G y Earl Sweatshirt. Actualmente trabaja con las disqueras Blacksmith Records, ARTium Recordings y Def Jam Recordings.
Staples subió en popularidad con apariciones en los álbumes de Odd Future y su mixtape colaborativo titulado Stolen Youth con Mac Miller, siendo el productor del proyecto. En octubre de 2014, lanzó su primer EP Hell Can Wait, que incluyó los sencillos "Hands Up" y "Blue Suede". Su álbum debut, Summertime '06, fue lanzado el 30 de junio de 2015, el cual la crítica aclamó. También fue presentado como parte de la XXL 2015 Freshman Class.

## Vida y carrera
Vincent Jamal Staples nació el 2 de julio de 1993 en el barrio de Ramona Park en North Long Beach, Long Beach, California.

### 2009-13: Comienzos yStolen Youth
Staples fue descubierto por Dijon "LaVish" Samo, y Chuck Wun, junto con su primo Campbell Emerson. LaVish llevó a Staples de viaje a Los Ángeles, California, donde hizo amistad con Syd tha Kyd, Mike G y Earl Sweatshirt del grupo Odd Future. Aunque no tenía la intención de ser un rapero, hizo algunas apariciones en sus canciones, especialmente "epaR" que fue tomado del álbum de debut homónimo de Earl Sweatshirt. Después de que él le ofrece algunas otras pistas, Staples se decide por seguir su carrera en el rap, cuando lanzó su debut oficial mixtape, llamado Shyne Coldchain Vol. 1 el 30 de diciembre de 2011, vía applebird.com. En octubre de 2012, lanzó un mixtape titulado Winter In Prague, que fue producido íntegramente por Michael Uzowuru.
En 2012, Vince se volvió a conectar con Earl Sweatshirt, cuando volvió de Samoa y, por intermedio de él, conoció al rapero estadounidense Mac Miller, que más tarde produjo su mixtape Stolen Youth (2013) bajo el alias Larry Fisherman. El mixtape cuenta con apariciones de Mac Miller, Ab-Soul, Schoolboy Q, Da$H, Hardo y Joey Fatts, co-miembro de los Staples' Cutthroat Boyz. Después del lanzamiento de Stolen Youth, viajó como apoyo del The Space Migration Tour de Mac Miller. Después de hacer tres apariciones en el álbum de estudio Doris de Earl Sweatshirt, incluyendo el sencillo "Hive", las notas revelaron que Staples había firmado recientemente con el sello discográfico de hip hop Def Jam Recordings.

### 2014–2015:Shyne Coldchain Vol. 2,Hell Can Wait,Summertime '06

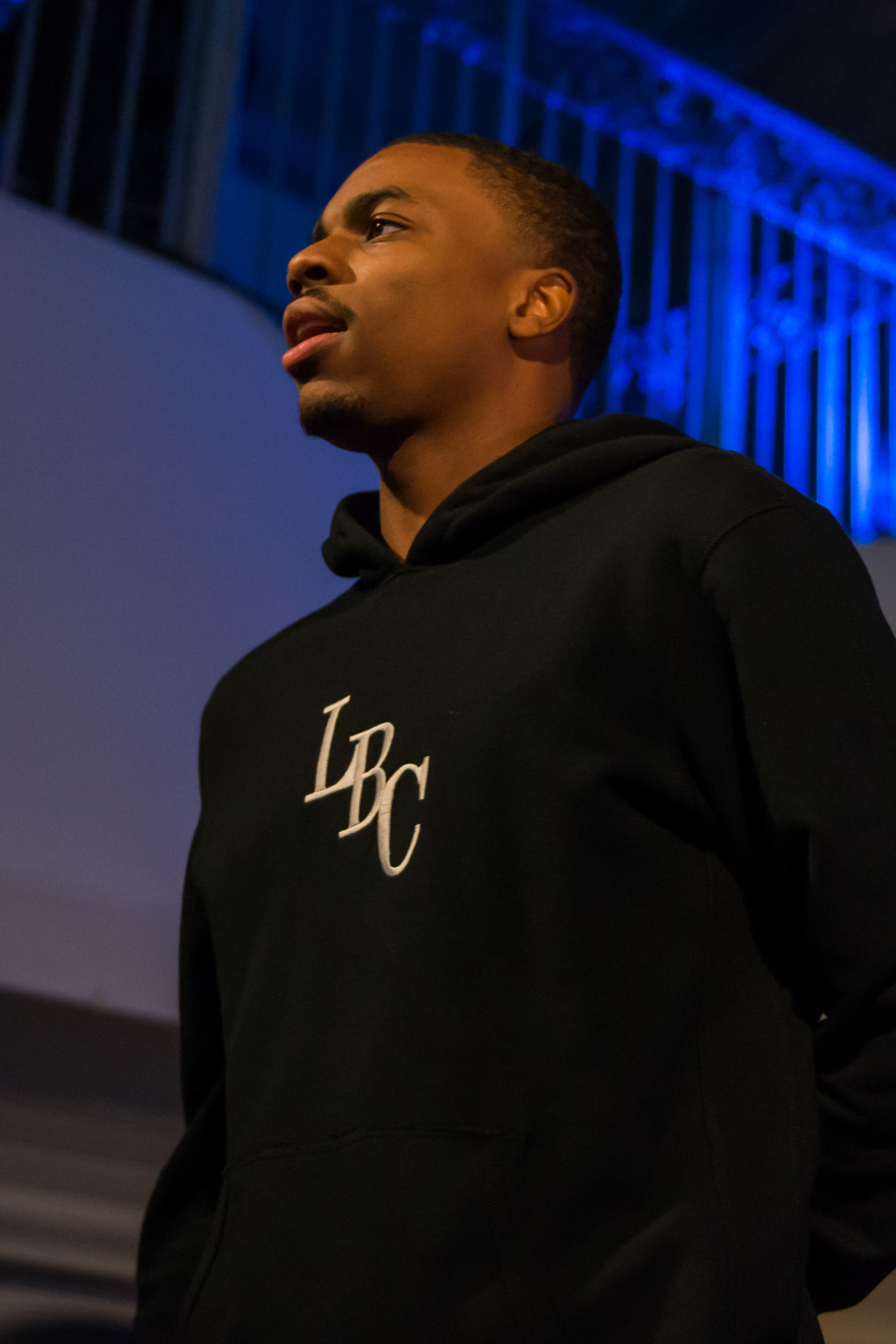
Staples cantando en 2015.

El 13 de marzo de 2014, lanzó su cuarto mixtape, llamado Shyne Coldchain Vol. 2. El mixtape cuenta con la colaboración de Earl Sweatshirt, Michael Uzowuru, Childish Major, No I.D., Evidence, DJ Babu y Scoop DeVille; así como apariciones de los cantantes y compositores Jhené Aiko y James Fauntleroy. El 2 de marzo de 2014, Staples comenzó a viajar en los Estados Unidos con los raperos estadounidenses Schoolboy Q e Isaiah Rashad en el Oxymoron World Tour, para apoyar el lanzamiento del álbum de Schoolboy Q, Oxymoron.
El 15 de agosto de 2014, Staples lanzó un vídeo musical para «Blue Suede». La pista también es disponible desde iTunes. El 9 de septiembre de 2014, Vince lanzó otra nueva canción titulada «Hands Up» a través de iTunes. Publicó el EP Hell Can Wait el 7 de octubre de 2014. Antes del lanzamiento del EP Staples reveló durante una entrevista con XXL Magazine que incluiría apariciones como invitados de A$ton Matthews y Teyana Taylor, junto con producciones de No I.D., Infamous y Hagler.
El 4 de mayo de 2015, Staples lanzó el primer sencillo de su álbum debut, llamado «Señorita». Más tarde anunció que su álbum de debut se titularía Summertime '06, que fue lanzado el 30 de junio de 2015. El 15 de junio, Staples lanzó el segundo sencillo de su álbum de debut, «Get Paid», con Desi Mo. El 22 de junio, lanzó el tercer y último sencillo del álbum, «Norf Norf».

### 2016–presente:Prima DonnayBig Fish Theory

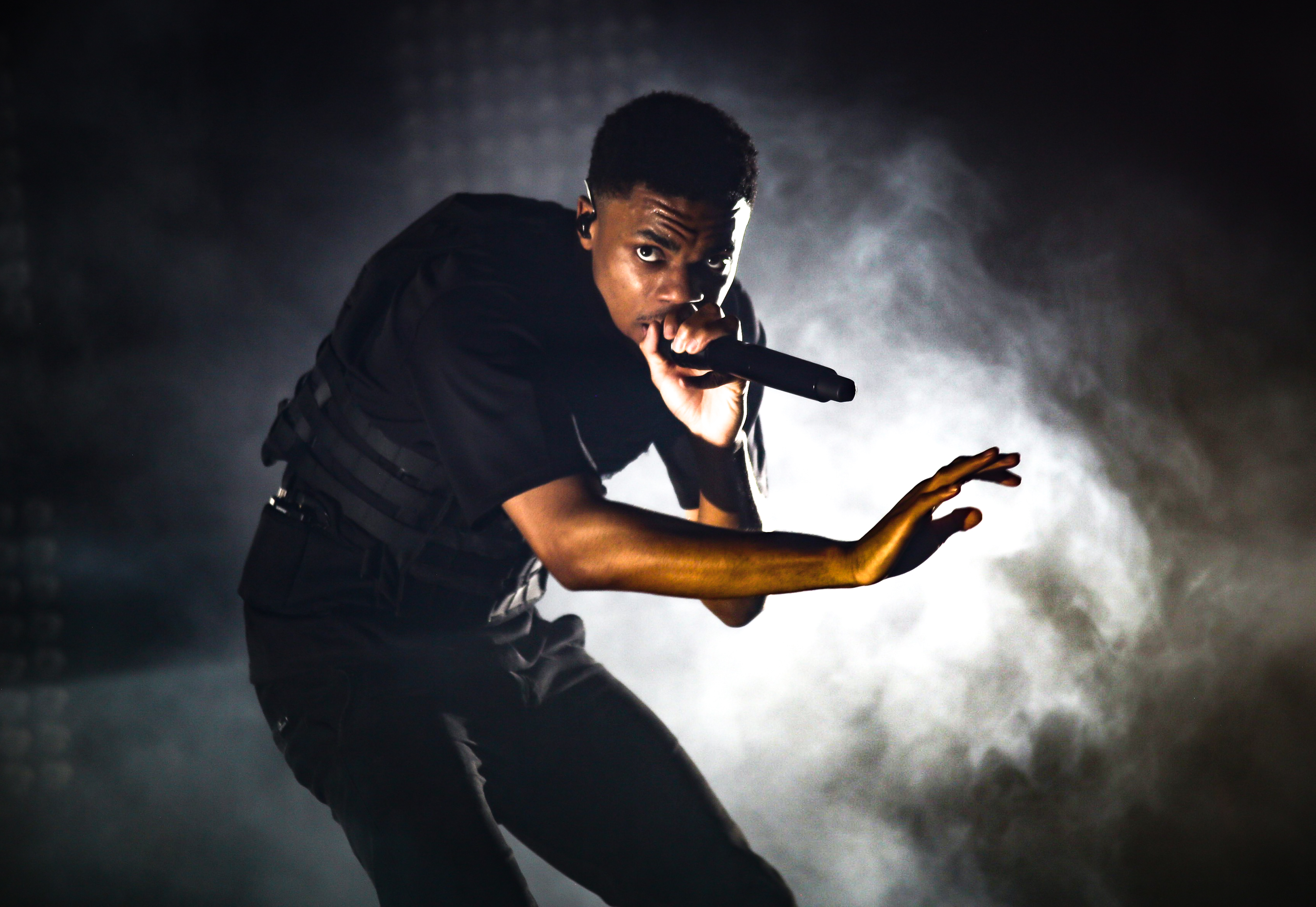
Staples cantando en vivo en 2018

El 23 de febrero de 2016, Staples fue anunciado como parte de la presentación inicial para el Festival de Música Osheaga 2016. El 25 de agosto de 2016, Staples lanzó el EP Prima Donna de siete canciones, con apariciones como invitado de A$AP Rocky y Kilo Kish; así como acompañado de un cortometraje. El 31 de enero de 2017, anunció que un sencillo, «BagBak», sería lanzado el 3 de febrero de 2017. «BagBak» fue presentada más tarde en el tráiler de la película de los Marvel Studios, Black Panther. El 23 de marzo de 2017, fue presentado en la pista de Gorillaz llamada «Ascension» de su quinto álbum, Humanz. En una entrevista con el programa Beats 1 de Zane Lowe, anunció que su próximo álbum se llamaría Big Fish Theory y lanzó un sencillo acompañante, «Big Fish», que fue seguido por un tercer sencillo, "Rain Come Down" el 8 de junio de 2017, que contó con la voz de Ty Dolla Sign. El álbum fue lanzado el 23 de junio de 2017 y recibió un gran reconocimiento por parte de la crítica. Él y el rapero Tyler, The Creator, anunciaron el 15 de noviembre de 2017, que harían una gira por Norteamérica del 26 de enero al 4 de marzo. Luego, Staples colaboró con el compositor de películas Hans Zimmer en un remix del Himno de la Liga de Campeones de la UEFA para el tráiler del FIFA 19.
En 2018, Staples creó una página de GoFundMe que buscaba $2 millones de dólares para jubilarse anticipadamente. Sin embargo, fue dado de baja rápidamente y parecía haber sido una propaganda para su próximo sencillo.

## Vida privada
El 14 de junio de 2016, Vince Staples anunció su asistencia en un programa de YMCA que beneficiará a los jóvenes en North Long Beach. El Instituto de la Juventud impartiría el diseño gráfico, la impresión 3D, el diseño de productos, la producción musical y la realización de películas a los alumnos de octavo y noveno grado en la Escuela Intermedia Hamilton. Staples donó una cantidad no revelada al programa.

## Discografía
- Summertime '06 (2015)
- Big Fish Theory (2017)[27]
- FM! (2018)
- Vince Staples (2021)
- Ramona Park broke my heart (2022)
- Dark Times (2024)

## Filmografía
| Film | Film        | Film                           |
| Año  | Película    | Rol                            |
| ---- | ----------- | ------------------------------ |
| 2015 | Dope        | 1.er miembro del equipo de Dom |
| 2016 | Prima Donna | Él mismo                       |